# UNIKS Kazan
UNIKS Kazan je ruski košarkaški klub iz Kazanja.  Klub je osnovan 1991., a trenutačno je član Ruske Superlige. Klub 1998. preuzima Jevgenij Borisovič Bogačev, predsjednik Nacionalne banke Tatarstana. 

## Postignuća
- 1997./98. - Ruska Superliga - 5. mj; Kup Radivoja Koraća - kvalifikacije;
- 1998./99. - Ruska Superliga - 5. mj; Kup Raymonda Saporte - 1/16 finala;
- 1999./00. - Ruska Superliga - 3. mj; Kup Radivoja Koraća - 1/16 finala (izgubio od finalista kupa);
- 2000./01. - Ruska Superliga - 2. mj; Kup Raymonda Saporte - 1/2 finala (izgubio od pobjednika kupa);
- 2001./02. - Ruska Superliga - 2. mj; Kup Raymonda Saporte - 1/4 finala (izgubio od pobjednika kupa);
- 2002./03. - Ruska Superliga - 3. mj; Pobjednik Ruskog kupa; FIBA Eurokup - 1/4 finala;
- 2003./04. - Ruska Superliga - 2. mj; Ruski kup - 1/2 finala; Pobjednik FIBA Eurokupa;
- 2004./05. - Ruska Superliga - 3. mj; Ruski kup - Finale; FIBA Eurokup - 1/4 finala;
- 2005./06. - Ruska Superliga - 4. mj; Ruski kup - 1/2 finala; ULEB kup - 1/8 finala;
- 2006./07. - Ruska Superliga - 2. mj; Ruski kup - Finale; ULEB kup - 1/2 finala (izgubio od pobjednika kupa);
- 2007./08. - Ruska Superliga - 6. mj; Ruski kup - 1/2 Finala; ULEB kup - 1/4 finala (Final Eight);
- 2008./09. - Ruska Superliga - ; Pobjednik Ruskog kupa; ULEB Eurokup - Top-16;

## Poznati igrači
| - Ruslan Avljejev - Pjotr Samojljenko - Anton Judin - Jevgenij Pašutin - Valentin Kubrakov | - Sergej Čikalkin - Andrej Fetisov - Aleksandr Miloserdov - Viktor Kejru - Sergej Toporov | - Vadim Panjin - Dmitrij Sokolov - Nikolaj Padius - Anthony Bonner - Oliver Popović | - Dickey Simpkins - Eurelijus Žukauskas - Kebu Stewart - Chris Anstey - Martin Müürsepp | - Kaspars Kambala - Paul Shirley - Shammond Williams - Travis Best - Samaki Walker | - Sam Clancy, Jr. - Kšyštof Lavrinovič - Jarod Stevenson - Mateen Cleaves - Darjuš Lavrinovič | - Joseph Forte - Marko Tušek - Tariq Kirksay - Marko Popović - Krešimir Lončar |

## Vanjske poveznice
- Službena stranica
- Profil na Eurobasket.com